# لويد بارنز
لويد بارنز (بالإنجليزية: Lloyd Barnes)‏ هو ملحن ومنتج أسطوانات جامايكي، ولد في 1944 في جامايكا.

## وصلات خارجية
- لويد بارنز على موقع ميوزك برينز (الإنجليزية)
- لويد بارنز على موقع ديسكوغز (الإنجليزية)